# Gran Premi de Singapur del 2014
El Gran Premi de Singapur de Fórmula 1 de la temporada 2014 s'ha disputat al Circuit de Singapur, del 19 al 21 de setembre del 2014.

## Resultats de la qualificació
| Pos                  | No | Pilot             | Constructor          | Part 1   | Part 2   | Part 3   | Sortida |
| -------------------- | -- | ----------------- | -------------------- | -------- | -------- | -------- | ------- |
| 1                    | 44 | Lewis Hamilton    | Mercedes             | 1:46.921 | 1:46.287 | 1:45.681 | 1       |
| 2                    | 6  | Nico Rosberg      | Mercedes             | 1:47.244 | 1:45.825 | 1:45.688 | 2       |
| 3                    | 3  | Daniel Ricciardo  | Red Bull-Renault     | 1:47.488 | 1:46.493 | 1:45.854 | 3       |
| 4                    | 1  | Sebastian Vettel  | Red Bull-Renault     | 1:47.476 | 1:46.586 | 1:45.902 | 4       |
| 5                    | 14 | Fernando Alonso   | Ferrari              | 1:46.889 | 1:46.328 | 1:45.907 | 5       |
| 6                    | 19 | Felipe Massa      | Williams-Mercedes    | 1:47.615 | 1:46.472 | 1:46.000 | 6       |
| 7                    | 7  | Kimi Räikkönen    | Ferrari              | 1:46.685 | 1:46.359 | 1:46.170 | 7       |
| 8                    | 77 | Valtteri Bottas   | Williams-Mercedes    | 1:47.196 | 1:46.622 | 1:46.187 | 8       |
| 9                    | 20 | Kevin Magnussen   | McLaren-Mercedes     | 1:47.976 | 1:46.700 | 1:46.250 | 9       |
| 10                   | 26 | Daniïl Kviat      | Toro Rosso-Renault   | 1:47.656 | 1:46.926 | 1:47.362 | 10      |
| 11                   | 22 | Jenson Button     | McLaren-Mercedes     | 1:47.161 | 1:46.943 |          | 11      |
| 12                   | 25 | Jean-Éric Vergne  | Toro Rosso-Renault   | 1:47.407 | 1:46.989 |          | 12      |
| 13                   | 27 | Nico Hülkenberg   | Force India-Mercedes | 1:47.370 | 1:47.308 |          | 13      |
| 14                   | 21 | Esteban Gutiérrez | Sauber-Ferrari       | 1:47.970 | 1:47.333 |          | 14      |
| 15                   | 11 | Sergio Pérez      | Force India-Mercedes | 1:48.143 | 1:47.575 |          | 15      |
| 16                   | 8  | Romain Grosjean   | Lotus-Renault        | 1:47.862 | 1:47.812 |          | 16      |
| 17                   | 99 | Adrian Sutil      | Sauber-Ferrari       | 1:48.324 |          |          | 17      |
| 18                   | 13 | Pastor Maldonado  | Lotus-Renault        | 1:49.063 |          |          | 18      |
| 19                   | 17 | Jules Bianchi     | Marussia-Ferrari     | 1:49.440 |          |          | 19      |
| 20                   | 10 | Kamui Kobayashi   | Caterham-Renault     | 1:50.405 |          |          | 20      |
| 21                   | 4  | Max Chilton       | Marussia-Ferrari     | 1:50.473 |          |          | 21      |
| 22                   | 9  | Marcus Ericsson   | Caterham-Renault     | 1:52.287 |          |          | 22      |
| 107% temps: 1:54.152 |    |                   |                      |          |          |          |         |
| Font:                |    |                   |                      |          |          |          |         |

## Resultats de la Cursa
| Pos   | No | Pilot             | Constructor          | Voltes | Temps / Retirada   | Pos.Sortida | Punts |
| ----- | -- | ----------------- | -------------------- | ------ | ------------------ | ----------- | ----- |
| 1     | 44 | Lewis Hamilton    | Mercedes             | 60     | 2h 00' 04. 795     | 1           | 25    |
| 2     | 1  | Sebastian Vettel  | Red Bull-Renault     | 60     | + 13.534 s         | 4           | 18    |
| 3     | 3  | Daniel Ricciardo  | Red Bull-Renault     | 60     | + 14.273 s         | 3           | 15    |
| 4     | 14 | Fernando Alonso   | Ferrari              | 60     | + 15.389 s         | 5           | 12    |
| 5     | 19 | Felipe Massa      | Williams-Mercedes    | 60     | + 42.161 s         | 6           | 10    |
| 61    | 25 | Jean-Éric Vergne  | Toro Rosso-Renault   | 60     | + 56.801 s         | 12          | 8     |
| 7     | 11 | Sergio Pérez      | Force India-Mercedes | 60     | + 59.038 s         | 15          | 6     |
| 8     | 7  | Kimi Räikkönen    | Ferrari              | 60     | + 1:00.641 min.    | 7           | 4     |
| 9     | 27 | Nico Hülkenberg   | Force India-Mercedes | 60     | + 1:01.661 min.    | 13          | 2     |
| 10    | 20 | Kevin Magnussen   | McLaren-Mercedes     | 60     | + 1:02.230 min.    | 9           | 1     |
| 11    | 77 | Valtteri Bottas   | Williams-Mercedes    | 60     | + 1:05.065 min.    | 8           |       |
| 12    | 13 | Pastor Maldonado  | Lotus-Renault        | 60     | + 1:06.915 min.    | 18          |       |
| 13    | 8  | Romain Grosjean   | Lotus-Renault        | 60     | + 1:08.029 min.    | 16          |       |
| 14    | 26 | Daniïl Kviat      | Toro Rosso-Renault   | 60     | + 1:12.008 min.    | 10          |       |
| 15    | 9  | Marcus Ericsson   | Caterham-Renault     | 60     | + 1:34.188 min.    | 22          |       |
| 16    | 17 | Jules Bianchi     | Marussia-Ferrari     | 60     | + 1:34.543 min.    | 19          |       |
| 17    | 4  | Max Chilton       | Marussia-Ferrari     | 59     | + 1 Volta          | 21          |       |
| Ret   | 22 | Jenson Button     | McLaren-Mercedes     | 52     | Caixa de potència  | 11          |       |
| Ret   | 99 | Adrian Sutil      | Sauber-Ferrari       | 40     | Pèrdua de líquid   | 17          |       |
| Ret   | 21 | Esteban Gutiérrez | Sauber-Ferrari       | 17     | Prob. Elèctrics    | 14          |       |
| Ret   | 6  | Nico Rosberg      | Mercedes             | 13     | Prob. elèctrics    | PL2         |       |
| NVS   | 10 | Kamui Kobayashi   | Caterham-Renault     | 0      | Unitat de potència | –3          |       |
| Font: |    |                   |                      |        |                    |             |       |

Notes:
- ^1  — Jean-Éric Vergne ha estat penalitzat amb la suma de 5 segons al final de la cursa per superar la velocitat al pit.[2]
- ^2  — Nico Rosberg va començar la cursa al pit lane per problemes elèctrics a la volta de formació.[3]
- ^3  —La unitat de potència del cotxe de Kamui Kobayashi va fallar durant la volta de formació de la graella de sortida.[3]